# Université libre de Nouallaguet
L'université libre de Nouallaguet (en tchèque : Svobodná univerzita v Nouallaguetu) est une structure privée d'enseignement fondée en 1992 à l'initiative de deux chercheurs d'origine tchèque, Patrik Ourednik et Martin Hybler[réf. souhaitée].
Elle est axée prioritairement sur la littérature comparée et la philosophie.
Enseignants (année 2014/15)
- Jean-Marie Blas de Roblès
- Étienne Cornevin
- Martin Hybler
- Jean Montenot
- Patrik Ourednik
- Olga Spilar